# Joseph John
Joseph John (* 1906; † 1998) war ein indischer Geistlicher, Pfarrer der Church of South India und engagierte sich für die Gründung eines Rural Life Center im ehemaligen Bundesstaat Madras in Indien, um armen und kastenlosen Menschen zu helfen. Er starb 1998 im Alter von 92 Jahren.

## Leben
Joseph John wurde 1934 ordiniert und arbeitete als Pfarrer in Serkadu in Katpadi im Distrikt Vellore in Tamil Nadu in Indien. Er begegnete Mahatma Gandhi, der den jungen Pastor aufforderte, ein Projekt für die Kastenlosen zu beginnen im Sinne des Engagements des anglikanischen Priesters C. F. Andrews, bekannt als Deena Bandu, „Freund der Armen“, eines von Gandhis engsten Anhängern. Joseph John kleidete sich im Sinne Ghandis mit Khadi, in Indien hergestellt.
Aufgrund dieser Begegnung verließ Joseph John 1948 den Dienst als Pfarrer, um den Armen und Kastenlosen in einer abgelegenen Gegend im ehemaligen Bundesstaat Madras zu dienen. Er glaubte an die Fähigkeit der Menschen, sich selbst zu helfen, wenn ihnen jemand anfängliche Unterstützung gab. Joseph John erwarb 500 Hektar Land in Palasamudram Mandal im Distrikt Chittoor im Bundesstaat Andhra Pradesh und nannte den Ort Deenabandupuram (Ort des Freundes der Armen). Das Land galt als nicht kultivierbar. Er wollte den Bauern zeigen, dass ein besseres Leben möglich ist. John zog mit seiner ersten Frau Ranji (Aaron) John dorthin. 
Sie hatte ihre Ausbildung als Ärztin am Union Missionary Medical School in Vellore gemacht. Sie hatten drei Kinder: Karuna, Prem Chandra und Hannah. Später heiratete er als Witwer seine zweite Frau Padma und bekam Kinder mit ihr.

## Arbeit
Das Tal, in dem sich Joseph Johns Rural Life Centre Deenabandupuram befindet, ist als „Ort der Freunde der Armen“ bekannt. Er siedelte Landlose auf unbewohntem Land an, das ihm von der indischen Regierung zur Verfügung gestellt wurde. Seit 1955 wurden seine Ideen von der amerikanischen Organisation World Neighbors unterstützt. Den armen Bauern wurde Geld nicht geschenkt, sondern aus einem revolvierenden Kreditfonds geliehen. Diejenigen, denen geholfen wurde, zahlten ihre Kredite zurück und wussten, dass ihre Rückzahlungen anderen helfen würden.

## Fortführung der Arbeit durch seine Söhne
Eine weitere Dimension der Arbeit von Joseph John im Deenabandupuram Rural Life Center wurde von seinen beiden Söhnen Karuna John und Dr. Prem Chander, Absolvent des Christian Medical College Vellore, getragen.
Karuna John leitete das landwirtschaftliche Beratungsprogramm des Zentrums und unterwies arme Bauern, Bewässerung, Düngemittel, besseres Saatgut und eine Vielzahl von Feldfrüchten einzusetzen. Mit Unterstützung von World Neighbors wurden die Dorfbewohner in Handwerksberufen wie Tischlerei, Metallverarbeitung und Druck geschult.
Dr. Prem Chander John und seine Frau Dr. Hari John (Hari Kumari Paliah) – beide Ärzte – leiteten die medizinische Abteilung des Zentrums, das kostengünstige medizinische Versorgung und ein umfassendes Familienplanungsprogramm bietet. Joseph John und seine Familie waren an der Einrichtung eines umfassenden Gemeindegesundheitsprojekts beteiligt, bei dem Hygiene, Ernährung, gesteigerte Lebensmittelproduktion und Familienplanung im Vordergrund standen. 1975 hatte ihre Klinik 25 Betten und einige mobile Einheiten.

## Projekt für Leprakranke
Dr. Prem Chander John hatte auch einen Master of Science in öffentlicher Gesundheit von der Johns Hopkins University in Baltimore, Maryland, wo er sich auf Lepra, „Indiens größte Krankheit“, spezialisierte. Um dem entgegenzuwirken, rief die Familie John das Projekt Nava Jeevan (Neues Leben) für Leprakranke ins Leben, um sie als produktive Mitglieder in die Gesellschaft zurückzubringen. Dies ist ein Bereich, in dem Joseph John die Organisation der Rotarier als hilfreich empfand, weil diese Personal für eine umfassende Untersuchung der öffentlichen Gesundheit in der Region bereitstellten. Sie begannen, Leprakranke aus Madras in ländliche Gebiete umzusiedeln. Diese Familien leben in Häusern, die vom Rural Life Center zur Verfügung gestellt werden, und werden während ihrer medizinischen Behandlung auch mit Saatgut und Wasser für die Landwirtschaft versorgt. Das Lepra-Rehabilitationszentrum Deenabandupuram Rural Life Center ermöglicht den Betroffenen, ihren Lebensunterhalt selbst zu verdienen.

## Brunnenbauprojekt
1965–1973 engagierte sich Joseph John mit Unterstützung von Brot für die Welt und Lüder Lüers in einem weiteren landwirtschaftlichen Projekt, in welchem sie Kredite und technische Unterstützung für den Bau von Brunnen für Kleinbauern in vielen Teilen von Tamilnadu bereitstellten. Im Zusammenhang mit seiner Tätigkeit gab Lüder Lüers Anstöße zur Gründung von Heimen der Kindernothilfe.